# Fekete-Győr András (közgazdász)
Fekete-Győr András (Budapest, 1956. május 9. –) közgazdász, Fekete-Győr András politikus édesapja.

## Életútja
Édesapja Fekete-Győr Endre agrármérnök, Heves megyei vb-tanácselnök volt. Fekete-Győr András iskolai tanulmányait Verpeléten kezdte. 1993-tól az Országos Betétbiztosítási Alap ügyvezetőigazgató-helyetteseként, majd 2010 júniusától az Alap megbízott ügyvezető igazgatójaként tevékenykedett. 2010 augusztusában kinevezték ügyvezető igazgatóvá, mely posztról 2018. január 1-jével leváltották. 2018 áprilisától a Betétbiztosítók Európai Fóruma főtitkára volt, megbízatása négy évre szólt.